# Aimee McPherson
Aimee Semple McPherson (Ingersoll, Ontário, Canadá, 9 de Outubro de 1890 – 27 de Setembro de 1944), nascida como  Aimee Elizabeth Kennedy e também conhecida como Irmã Aimee, foi uma evangelista e celebridade de mídia entre os anos de 1920 e 1930. Ela fundou a Igreja do Evangelho Quadrangular. Aimee tem sido destacada como uma pioneira no uso da mídia moderna, especialmente rádio, o qual ela inspirou-se pelo seu crescente uso no entretenimento popular norte-americano.

## Biografia

### Infância e Juventude
Aimée Elizabeth Kennedy nasceu em uma fazenda em Salford, Ontario, Canada. Seu pai, James Kennedy, era um fazendeiro. A jovem Aimée foi primeiramente exposta a religião através da sua mãe Mildred, conhecida como "Minnie". O trabalho posterior de McPherson na difusão do Evangelho foi o resultado da observação do trabalho de sua mãe com os pobres no Exército da Salvação cozinhando sopas.
Quando criança ela brincava de "Exército da Salvação" com seus colegas de classe e em casa reunia uma congregação com as suas bonecas, dando-lhes um sermão. Na adolescência, Aimée desviou-se dos ensinamentos da sua mãe lendo romances, indo ao cinema e a bailes, os quais eram fortemente desaprovados pelo Exército da Salvação. No colegial, ela foi ensinada sobre a Teoria da Evolução de Charles Darwin, isto lhe fez questionar os pastores locais sobre fé e ciência, contudo ficou descontente com a falta de respostas que recebeu. Ela, então, enviou uma carta ao jornal canadense, Family Herald and Weekly Star, perguntando por que os contribuintes apoiavam o ensino da evolução nas escolas públicas. Ainda estando no colegial, Aimee iniciou uma cruzada contra a evolução, iniciando uma labuta por toda a vida.

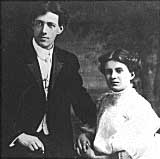
Robert e Aimee Semple (1910)

Em dezembro de 1907, foi com seu pai a uma reunião de avivamento, promovida por Robert Semple, evangelista irlandês. A mensagem de Robert, a toca profundamente, mas, ainda assim Aimee tentou fugir procurando por três dias se distrair das palavras do evangelista em músicas de jazz. Mas três dias após aquela pregação, voltando para casa de trenó, Aimee se converteu.
Daí pôr diante Aimee passou a buscar a presença de Deus. Muitas indagações surgiram na mente de Aimee sobre o Ministério da Mulher, sanadas pela Bíblia.
Na primavera, Robert Semple, o evangelista, vindo de Stanford, vai visitar algumas crianças doentes.
Conversando, Robert lhe diz: Sei que tem apenas 17 anos, mas eu a amo de todo coração. Logo vai fazer 18. Quer casar-se comigo e ir em minha companhia para a China? Aimée o aceitou.
Robert falou com os pais de Aimée, pedindo consentimento, e de maneira simples e franca tiveram sua bênção. No dia 22 de agosto de 1908 se casaram. E, segundo Aimée, ele foi o seu Seminário Teológico, seu mentor espiritual, seu marido terno, paciente e dedicado. Para ajudar no salário como evangelista, Robert trabalhou numa fábrica de caldeiras. Os dias melhoraram e ele foi chamado para Londres, Ontário e Chicago. Ele trabalhava incansavelmente para Deus, e Aimée fazia as tarefas menores, cuidava da casa, tocava piano e orava com os convertidos.
"Vamos para a China em seis semanas", anunciou Robert certa noite. "Vamos colher pérolas amarelas para a coroa que depositaremos aos pés do Salvador".

### Na China
Ao pregarem numa igreja de italianos, para se despedirem, foram surpreendidos com ofertas em dinheiro, cheques, ouro, etc. Quando chegaram em casa, a soma deu para as passagens e um pouco mais. Depois de pregarem no Canadá voltaram a Ingersoll para se despedirem dos pais de Aimée. Daí seguiram para Irlanda, a fim de visitar e também se despedirem da família de Robert. Aimee está grávida.
Primeiro passariam na Inglaterra. Em Londres iriam procurar Cecil Polhill, o milionário cristão que, com certeza, os ajudaria a chegar ao seu almejado destino. Ali, Aimée fez a sua primeira pregação, numa convenção onde estavam reunidas cerca de 15 mil pessoas.
Em 1909, a oferta feita pôr Polhill os levara à China. Lá chegando, os missionários vestidos de branco, exclamaram: "Ei, vocês aí. Bem vindos à China!" Ficaram algum tempo numa grande missão e foram iniciados sobre a maneira e os meios de começar suas tarefas. Logo depois de sua chegada, Robert começou a pregar o Evangelho através de um intérprete, e Aimée a procurar uma casa.
Foi acometida de malária tropical, ficando um mês, dia e noite, no leito. A sua única preocupação era a criança. Robert também caiu doente, tentou relutar e, com muito esforço, deixou a cama para lutar pela vida, mas a cada dia foi piorando, prostrando-se no hospital, mas Robert acabou morrendo de malária.
Devagar, ganhando velocidade aos poucos, o Empress foi deixando a linha costeira da China, levando Aimée e sua filha com apenas 13 semanas, de volta para América, ela pensava que agora teria que decidir tudo sozinha, resolvendo procurar bons amigos de Robert, buscando uma orientação para sua nova vida.

### Dificuldades pessoais e ministeriais
Com a morte de Robert Semple, Aimée começa a passar por dificuldades financeiras e também necessita dedicar mais tempo a sua filha, pois estava com a saúde muito fragilizada, seus problemas pessoais cada dia mais dificultavam sua vida ministerial.
Em meio a tantas dificuldades pessoais e ministeriais, Aimee Semple aceitou casar-se com Harold McPherson; seria a oportunidade de reconstruir um lar seguro para ela e sua filha, também a oportunidade de desenvolver o seu ministério com mais tranqüilidade. Durante algum tempo o marido de Aimée passou por dificuldades financeiras, ela começou a arrecadar ofertas para o Exército de Salvação, com isso conseguia ajudar nas despesas da casa. Neste período engravidou; quando seu filho Rolf McPherson nasceu teve que parar de trabalhar. Dedicando-se totalmente aos filhos e a rotina do lar, tendo que deixar sua chamada, Aimée caiu num estado de depressão, adoecendo gravemente e foi levada a um hospital. Aimée pedia a cura a Deus, mas a cada pedido ouvia o Senhor dizendo: "Tu irás? Pregarás a palavra?". Mas somente depois de um ataque repentino de apendicite que a levou a 5 operações em um mesmo dia, chegando ao ponto de pedir a morte, durante a madrugada ouviu a voz do Senhor: "Agora tu irás?"; quase sem forças respondeu-lhe: "Sim, Senhor, eu irei".
Em 15 dias ela estava totalmente recuperada. Não se sentindo forte, para entrar em discussão com seu marido e sogra quanto ao seu chamado, resolveu partir com seus filhos, voltando para o ponto de origem, Canadá. Encontrou total apoio de seus pais, que se ofereceram para cuidarem de seus filhos, telegrafou para seu marido pedindo que ele fosse ao seu encontro. Aimée participou de um encontro pentecostal em Ontário, onde teve um novo encontro com Deus, assim iniciando o seu ministério no Canadá, apesar de na época ser raro uma pregadora, foi respeitada e aceita pelos sinais que Deus operava através de sua vida.

### Ministério

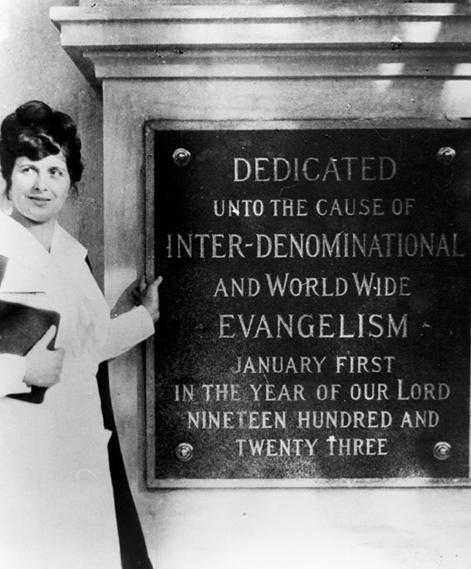
McPherson na dedicação do Angelus Temple em 1923.

Em sua primeira campanha em Mount Forest, em 1915, McPherson mandou-lhe um telegrama para que voltasse para sua casa. Ela não aceitou, e ele veio ao seu encontro e ouvindo uma de suas pregações reconheceu o chamado de Deus na vida dela, estimulando-a a continuar.
A primeira Edição da revista Bridall Call foi lançada em 1917. Aimée fez sua primeira viagem transcontinental em 1918, atravessou o continente em seu carro com uma frase: "Carro do Evangelho" e "Jesus voltará, prepare-se!", acompanhada pelo casal de filhos, sua mãe e uma secretária.
Ela foi ordenada evangelista pelas Assembleia de Deus em 1919. No entanto, ela terminou sua associação com as Assembleia de Deus em 1922.
Entre 1918 e 1923 realizou 38 campanhas; no ano 1922 o seu ministério tornou-se internacional quando realizou uma campanha na Austrália.
Em outubro de 1922, ele explicou sua visão do "Evangelho Quadrangular" (ou "Evangelho Pleno") em um sermão em Oakland (Califórnia). Isso representa os 4 aspectos do ministério de Jesus Cristo; Salvador, Batista com o Espírito Santo, Curador e Rei.
Apesar de algumas afinidades com os pentecostais, suas crenças são interdenominacional.
No dia 1 de janeiro de 1923, a fundação da igreja ocorreu durante a dedicação do Templo do Angelus em Los Angeles, com capacidade para 5 mil pessoas. Aimée dirigia 21 cultos por semana, nos primeiros meses 7 mil pessoas encontraram a salvação em Jesus Cristo. Trinta e três dias depois foi inaugurado o Instituto de Treinamento Evangelistico e Missionário, Aimée também consagrou uma sala de oração baseada no versículo "Orar sem Cessar". Em 6 de fevereiro de 1924 consagrou a primeira rádio pertencente a uma igreja nos Estados Unidos e a terceira de emissora em Los Angeles, a KFSG.

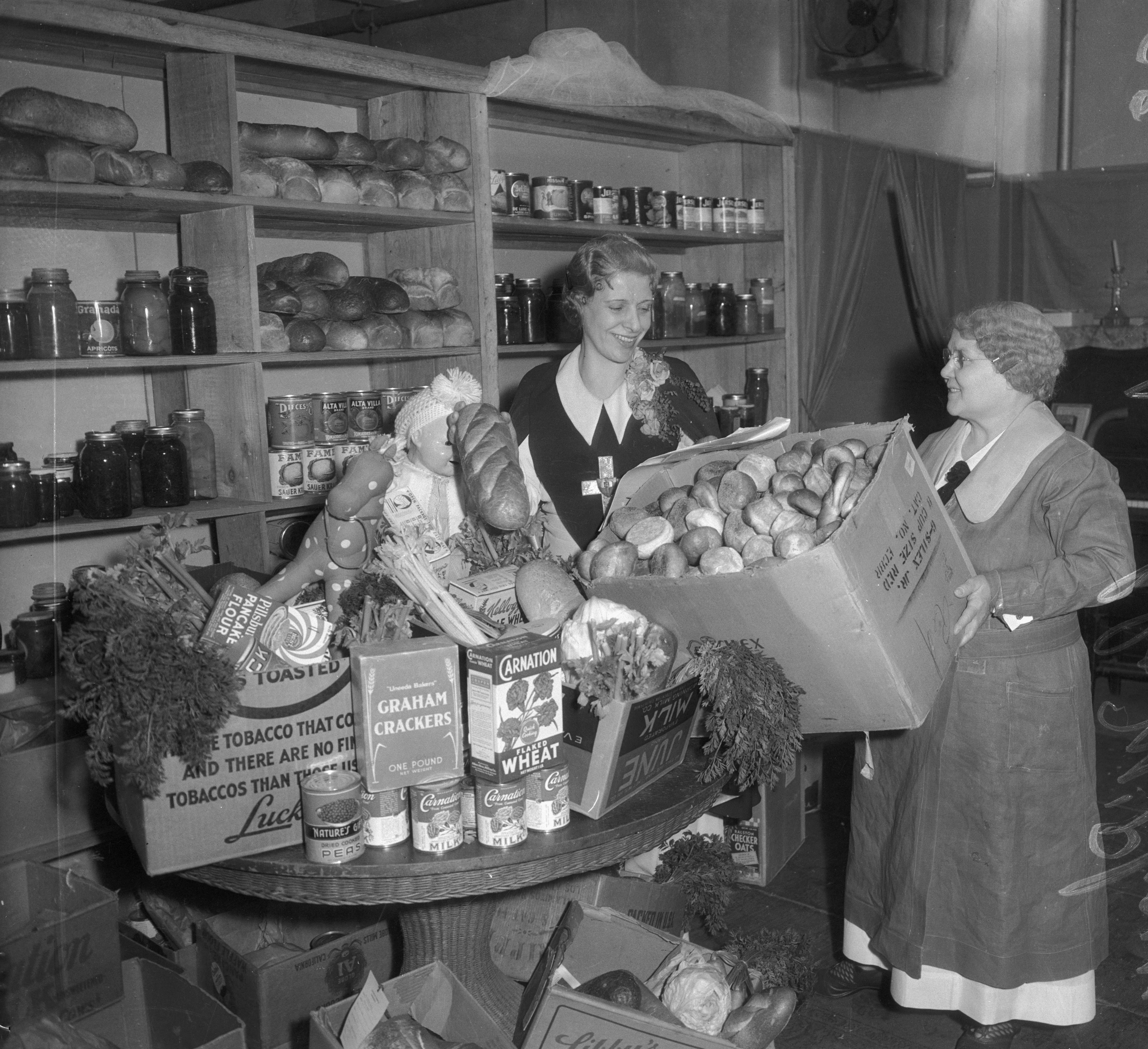
Aimee Semple McPherson prepara cestas de Natal, 1935.

Em 1927, ela abriu um banco de alimentos e um refeitório perto da igreja distribuindo alimentos, roupas e cobertores.
Aimée também foi autora de vários livros, 105 hinos e 13 operas sagrada.

### O Desaparecimento de Aimee
Este momento na vida de Aimee desequilibrou seu ministério e suas relações com a família, também marcou uma reviravolta no relacionamento entre a mídia e Aimee.  Em 18 de maio de 1926, Aimee e sua secretária, Emma Schaffer foram à praia.  Aimee foi ao mar e não mais foi vista.  Inicialmente, achou-se que tinha se afogado, e grande rebuliço aconteceu em todos EUA, especialmente em Los Angeles, centro de suas atividades evangelísticas.  Equipes de busca foram organizadas, e incansavelmente buscaram o corpo da Sra. Aimee Semple Mcpherson. Uma jovem, devota de Aimee, mergulhou em sua busca e acabou morrendo afogada.
Todos lamentavam a sua morte quando em 19 de junho, 1 mês após o seu desaparecimento, sua mãe, Minnie, recebeu um bilhete exigindo US$ 500 mil pelo resgate de sua filha, ou ela seria vendida como escrava.  Minnie desconsiderou o bilhete por ter certeza de que Aimee estava morta.  Dois dias depois, no dia 23, Aimee apareceu em Água Pietra, no México, dizendo ter caminhado por horas no deserto após ter conseguido fugir do cativeiro em que era mantida depois de ter sido sequestrada.
Aimee foi recebida pelo povo como heroína. O caso foi investigado, porém não se encontraram indícios de sequestro. O caso foi encerrado em 20 de julho. Mas, foi reaberto mais tarde com fortes acusações contra Aimee. A versão de Aimee foi a de que um casal a procurou enquanto estava na praia para que fosse a sua casa orar por seu filho que estava muito doente. Ao entrar no carro do casal foi atacada, e desmaiada, sendo levada ao cativeiro.
Após investigações, uma outra versão surgiu: Aimee e o Sr. Kenneth Ormistron encontraram-se durante o mês do seu desaparecimento. Kenneth era engenheiro e trabalhava na rádio KSFG, do ministério de Aimee. Kenneth também desapareceu no mesmo mês do desaparecimento de Aimee. Pouco antes do episódio, a Sra. Ormistron havia se separado de Kenneth e ido para Austrália, sua terra natal, por ter provas de que seu marido estava se encontrando com uma outra mulher.  Os sapatos de Aimee, no dia que foi encontrada em Água Pietra não demonstravam que ela tinha feito uma longa jornada pelo deserto. A partir de então, Aimee teve conflitos constantes dentro da sua própria família, o que era amplamente explorado pela mídia. Chegou ao ponto de se separarem e não mais se falarem. Em 10 de janeiro de 1927, o caso cessou.

### Volta ao Ministério
Aimée voltou à suas viagens evangelísticas. Uma parada nessa viagem foi na cidade Baltimore, onde os jornais divulgaram-na como "Mulher Milagrosa", através desse anúncio o teatro ficou repleto de paralíticos e doentes.
Durante as viagens evangelísticas, sua mãe cuidava com eficiência do Templo em Los Angeles. Com a morte de sua mãe, Aimée assumiu o Templo, tendo um desgaste físico e mental, adoecendo gravemente e seu filho Rolf, que havia voltado de uma viagem evangelística assumiu a liderança.

### Sua Morte
Enquanto ministrava no México em 1943, Aimee Semple McPherson contraiu um bacilo que começou a erodir as paredes de seu trato intestinal. Em maio de 1944, seu filho, Rolf, anunciou que ela parecia estar melhorando. Embora tenha estado doente muitas vezes nos dez anos anteriores, incluindo duas ocasiões em que sua família foi orientada a preparar-se para seu funeral, ela sempre se recuperou. Porém dessa vez não seria assim. Uma das vidas de seus rins se rompeu em 27 de setembro de 1944, sendo necessário passar pelo procesimento de revivificação em Oakland, Califórnia.
Como a irmã Aimee tomava regularmente pílulas para dormir, a medicação nas pílulas entrava diretamente em seu sistema após a ruptura e contribuiu para sua morte. O médico legista, no entanto, afirmou que os comprimidos para dormir não teriam tido um efeito desastroso se não fosse pela doença renal que permitia que a medicação fosse diretamente para o sistema dela.

## Obras sobre McPherson

### Livros, periódicos, filmes
- O caráter de Sharon Falconer em Elmer Gantry de Sinclair Lewis (1926) foi baseado em McPherson. (Lingeman, p. 283)
- A evangelista de cura pela fé Irmãzona em The Day of the Locust de Nathanael West  foi baseado em McPherson.
- Upton Sinclair era fascinado por sua história.  Após escrever uma poema sobre o seu sequestro, chamado "An Evangelist Drowns", ele escreveu para o seu romance de 1927, Oil!, no personagem de Eli Watkins, um corrupto ministro de uma pequena cidade. Esse personagem é chamado Eli Sunday no filme de 2007, There Will Be Blood.[19]

O personagem da evangelista americana Sr. Melrose Ape em Vile Bodies (1930) de Evelyn Waugh pensa-se ser baseado em McPherson.
- Vanity Fair publicou uma satírica boneca de papel baseada nela.[20]
- Aimee Semple McPherson apareceu em The Voice of Hollywood No. 9 (1930), uma série da documentários populares lançados pela Tiffany Studios.[21]
- No filme The Miracle Woman (1931) de Frank Capra, estrelado por Barbara Stanwyck, baseou-se na peça Bless You, Sister de John Meehan que teria sido inspirada na vida de McPherson.
- O papel de Agnes Moorehead como Irmã Alma no suspense de 1971 What's the Matter with Helen? foi construído a partir de McPherson.
- Um telefilme sobre os acontecimentos que envolveram o seu desaparecimento, The Disappearance of Aimee (1976) estreou Faye Dunaway como McPherson e Bette Davis como sua mãe.
- Uma adaptação da história de sua vida, intitulado Aimee Semple McPherson (2006) foi dirigido por Richard Rossi. O mesmo diretor filmou o curta Saving Sister Aimee de 2001. (O filme foi reintitulado "Sister Aimee: The Aimee Semple McPherson Story" e lançado em DVD em 22 de Abril de 2008.) Rossi posteriormente escreveu a premiada peça "Sister Aimee," homenageado com um prêmio em dinheiro no Bottletree One-Act Competition de 2009, um concurso internacional de dramaturgia.[22][23]
- Um documentário sobre McPherson, intitulado Sister Aimee, feito para a PBS da série American Experience, estreou em 2 de Abril de 2007.[24]
- Muitas biografias tem sido escritas sobre McPherson.[19]
- Na história alternativa Back in the USSA, ela aparece como a Secretária de Recursos Humanos do Presidente Al Capone.
- Escape from Hell (novela  de ficção) por Larry Niven e Jerry Pournelle (Tor, 2009), apresenta "Irmã Aimee" no inferno após a sua morte, em um papel de apoio como guia e santo que está ensinando os condenados sobre a rota de Dante para fora do inferno.
- Saving Aimee é um musical sobre a vida e ministério de McPherson com o script e letras escritas por Kathie Lee Gifford e música escrita pelo compositor David Friedman.
- "An Evangelist Drowns" (2007) uma peça baseada na vida de McPherson.  Inclui relatos fictícios de relações com Charlie Chaplin e David Hutton.

## Publicações
- Aimee Semple McPherson (1921). The Second Coming of Christ (em inglês). [S.l.]: A. McPherson
- The Service of the King (1927)
- The Story of My Life (1951)
- This is That  (revised 1923)
- Give Me My Own God (1936)

## Leitura recomendada
- Blumhofer, Edith L. Aimee Semple McPherson: Everybody's Sister.
- Epstein, Daniel Mark. Sister Aimee: The Life of Aimee Semple McPherson .
- Morris, James. The Preachers. ISBN 0-900997-41-9
- Sutton, Matthew Avery. Aimee Semple McPherson and the Resurrection of Christian America.
- Lately, Thomas. Storming Heaven: The Lives and Turmoil of Minnie Kennedy and Aimee Semple